# 世界語文學
世界語文學從世界語的創造開始。語言創造者柴門霍夫為了發展和測試語言的完整性和表達性，把一些詩和散文翻譯成世界語，並寫出原創的詩。一些早期的世界語者也開始嘗試以世界語寫詩、小說和散文，其中Henri Vallienne為第一個以世界語寫小說的作家。除了少量的詩外，大部分在20世紀早期的世界語文學作品並沒有很高的文學價值。
到了戰間期，許多傑出的世界語詩人和小說家開始出現，如：尤利·巴基、Eŭgeno Miĥalski、Kálmán Kalocsay、 Heinrich Luyken和Jean Forge等。近代著名世界語作家則有克勞德·皮榮和數次獲諾貝爾文學獎提名的威廉姆·奥爾德等。
20世紀10年代和20年代曾在中國、日本寫作和教書的俄羅斯盲人作家愛羅先珂留下了許多盲文資源。Harold Brown以世界語寫了一些戲劇。
目前已發行的世界語書籍超過25,000本，國際世界語協會的服務提供超過4,000本書；以世界語創作的小說超過100本，還有許多中篇小說、散文集和詩集。目前有兩個主要世界語文學雜誌：《Fonto》和《Literatura Foiro》，部分雜誌（例如《Monato》）也會出版小說。

## 著名的世界語作家
- Frederic Pujulà i Vallès（1877年11月12日﹣1962年2月14日），加泰隆尼亞作家。
- 愛羅先珂（Василий Яковлевич Ерошенко，1890年1月12日﹣1952年12月23日），俄羅斯盲人作家。
- 尤利·巴基（Julio Baghy，1891年1月13日﹣1967年3月18日），匈牙利演員兼作家。
- Kálmán Kalocsay（1891年10月6日﹣1976年2月27日），匈牙利詩人。
- Raymond Schwartz（1894年4月8日﹣1973年5月14日），法國銀行家兼作家。
- Nikolai Vladimirovich Nekrasov（1900年12月18日﹣1938年10月4日），俄羅斯作家。
- Vladimir Varankin（1902年11月12日﹣1928年10月3日），俄羅斯作家。
- Marjorie Boulton（1924年5月7日﹣），英國作家和詩人。
- 威廉姆·奥爾德（William Auld，1924年11月6日﹣2006年9月11日），蘇格蘭作家，數次被提名諾貝爾獎。
- Baldur Ragnarsson（1930年8月25日﹣），冰島作家。
- Claude Piron（1931年2月26日﹣2008年1月22日），瑞士作家。
- Mauro Nervi（1959年﹣），義大利詩人。
- 荷黑  甘马丘（1966年﹣），西班牙作家和詩人。